# Spartak Sumy
Spartak Sumy (ukr. Футбольний клуб «Спартак» Суми, Futbolnyj Kłub "Spartak" Sumy) – ukraiński klub piłkarski z siedzibą w Sumach.
W latach 1999–2001 i 2002–2006 w rozgrywkach ukraińskiej Pierwszej Lihi, a w sezonie 2001/2002 w Drugiej Lidze.

## Historia
Chronologia nazw:
- wiosna 1999: Jawir-Sumy Sumy (ukr. «Явір-Суми» Суми)
- 2000–2001: Spartak Sumy (ukr. «Спартак» Суми)
- 2002: FK Sumy (ukr. ФК «Суми»)
- 2003: Spartak Sumy (ukr. «Спартак» Суми)
- 2004: Spartak-Horobyna Sumy (ukr. «Спартак-Горобина» Суми)
- 31 maja 2005: Spartak Sumy (ukr. «Спартак» Суми)
- 28 listopada 2006: klub rozwiązano

Klub piłkarski Jawir-Sumy Sumy został założony w Sumach wiosną 1999 roku, po przeniesieniu klubu Jawir Krasnopole do stolicy obwodu. Po tym, jak w stolicy obwodu Sumach od 1996 roku nie było żadnego klubu profesjonalnego (Frunzeneć Sumy występował w amatorskich mistrzostwach obwodu), to zdecydowano o przeniesieniu innego profesjonalnego klubu do Sum. Załatwiono wszystkie formalności i w rundzie wiosennej sezonu 1998/99 nowo utworzony klub Jawir-Sumy zajął miejsce Jaworu Krasnopole w Pierwszej Lidze.
W 2000 roku klub zmienił nazwę na Spartak Sumy. W sezonie 2000/01 zajął spadkowe 17 miejsce w Pierwszej Lidze i spadł do Drugiej Lihi. W następnym sezonie udało się zdobyć awans do Pierwszej Lihi. Klub zmienił nazwę na FK Sumy i w celu wzmocnienia latem 2002 połączył się z innym sumskim klubem Frunzenec-Liha-99. W 2003 klub powrócił do starej nazwy Spartak Sumy. W latach 2004–2005 występował pod nazwą Spartak-Horobyna Sumy.
W sezonie 2006/07 klub przystąpił do rozgrywek w Drugiej Lidze, ale nie zagrał nawet połowy meczów, dlatego wyniki rozegranych meczów anulowano. Z powodu problemów finansowych klub został rozformowany. 28 listopada 2006 roku klub został dyskwalifikowany z rozgrywek Drugiej Lihi.

## Sukcesy
- 9 miejsce w Pierwszej Lidze: 1999/00, 2003/04
- 1/4 finału Pucharu Ukrainy: 2000/2001

## Trenerzy od lat 90.
- 01.1999–07.1999:  Ihor Zachariak
- 07.1999:  Anatolij Jermak (p.o.)
- 07.1999–04.2000:  Wałerij Bermudes
- 04.2000–06.2000:  Anatolij Jermak (p.o.)
- 07.2000–08.2000:  Ołeksandr Petrakow
- 08.2000:  Anatolij Jermak (p.o.)
- 08.2000–05.2001:  Wołodymyr Kozerenko
- 05.2001–07.2001:  Wołodymyr Bohacz (p.o.)
- 07.2001–11.2001:  Ołeksandr Dowbij
- 03.2002–07.2002:  Wołodymyr Parchomenko
- 07.2002–11.2002:  Witalij Dawydenko
- 03.2003–06.2004:  Wałerij Bermudes
- 07.2004–06.2005:  Mychajło Kałyta
- 07.2005:  Serhij Strasznenko (p.o.)
- 08.2005:  Wołodymyr Parchomenko (p.o.)
- 16.08.2005–09.2005:  Wałerij Duszkow
- 10.2005–01.2006:  Wołodymyr Parchomenko (p.o.)
- 02.2006:  Iwan Szarij
- 03.2006–05.2006:  Wałerij Bermudes
- 05.2006–06.2006:  Wiktor Iwanenko (p.o.)
- 06.2006:  Serhij Strasznenko (p.o.)
- 07.2006–11.2006:  Wiktor Iwanenko

## Inne
- Ahrotechserwis Sumy
- FK Sumy
- Frunzenec-Liha-99 Sumy
- Jawir Krasnopole